# Sears Roebuck
Sears Roebuck er en amerikansk kæde af internationale varehuse, kendt under navnet Sears.
Kæden blev grundlagt af amerikanerne Richard Warren Sears og Alvah Roebuck i slutningen af det 19. århundrede.
Det største Sears-varehus, anno 2008, er 75.981 m² stort, og er beliggende i Toront Eaton Centre, Toronto, Canada, medems det amerikanske modstykke er på 38.600 m², beliggende tæt på Sears hovedkvarter i Woodfield Mall, Schaumburg, Illinois, en forstad til Chicago, Illinois.

## Ekstern henvisning
- Informationer om Sears (engelsk)